# FC Dukla Hranice
Football Club Dukla Hranice w skrócie FC Dukla Hranice – czeski klub piłkarski, grający w rozgrywkach Okresní soutěž Přerovska - sk. B (IX poziom rozgrywkowy), mający siedzibę w mieście Hranice.

## Historia
Klub został założony w 1948 roku. Za czasów istnienia Czechosłowacji największym sukcesem klubu była gra na piątym poziomie rozgrywkowym. Grał na nim w latach 1986-1993. Po rozpadzie Czechosłowacji grał w Morawsko-Śląskiej Dywizji E. W sezonie 1998/1999 awansował do Moravskoslezskej fotbalovej ligi. Spadł z niej w sezonie 1999/2000.

## Historyczne nazwy
- 1948 – ATK Hranice (Armádní tělovýchovný klub Hranice)
- 1955 – Dukla Hranice
- 1959 – zawieszenie działalności (01.10.1959)
- 1965 – wznowienie działalności (06.09.1965)
- 1986 – VTJ Hranice (Vojenská tělovýchovná jednota Hranice)
- 1994 – FC Dukla Sekopt Hranice (Football Club Dukla Sekopt Hranice)
- 2001 – FC Dukla Hranice (Football Club Dukla Hranice)